# Macromidia ellenae
Macromidia ellenae är en trollsländeart som beskrevs av Wilson 1996. Macromidia ellenae ingår i släktet Macromidia och familjen skimmertrollsländor. Inga underarter finns listade i Catalogue of Life.